# خوازه خیله
خوازه خیله (به انگلیسی: Khwazakhela) یک شهر در پاکستان است که در خیبر پختونخوا واقع شده‌است. خوازه خیله ۱٬۱۵۱ متر بالاتر از سطح دریا واقع شده‌است.